# Jeleco
Jeleco (em grego medieval: Ἰέλεχ; romaniz.: Jelech; em húngaro: Jelek, Hülek ou Üllő) foi nobre magiar do final do século IX e começo do X. Era filho de Arpades e irmão de Tarcatzus, Jutotzas, Zaltas e talvez Liuntica. Teve ao menos um filho chamado Ezeleco.